# Art schématique ibérique

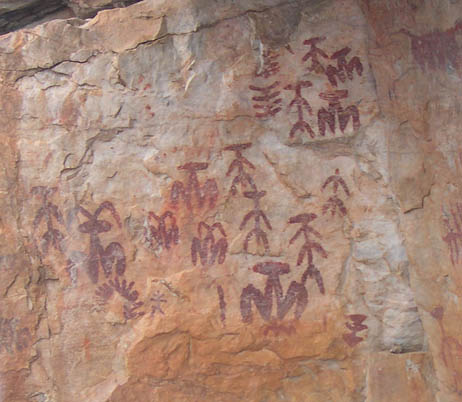
Peinture rupestre schématique à Peña Escrita (Ciudad Real)

L'art schématique est l'art qui s'est exprimé par des représentations (principalement peintes et presque toujours rupestres) réalisées dans la péninsule Ibérique, en lien avec les premières cultures métallurgiques (Chalcolithique, et secondairement au début de l'Âge du fer). La chronologie fait encore l'objet de débats, mais elle pourrait s'étendre du IVe au Ier millénaire av. J.-C., se chevauchant, à ses débuts, avec l'art levantin et survivant marginalement dans certaines régions isolées à des stades très tardifs.
Sa principale caractéristique, et celle qui lui donne son nom, est le schématisme (es), c'est-à-dire un style figuratif dans lequel seuls les fragments de base de chaque figure sont représentés ; en outre, la représentation est si basique que les éléments graphiques deviennent de simples esquisses, mais sans perdre les caractéristiques minimales d'identification. En fait, le « phénomène schématique » est considéré comme très imprécis et problématique, et fait partie d'un vaste mouvement qui touche presque toute l'Europe et la Méditerranée.
On pourrait dire que le phénomène schématique a des dimensions mondiales, bien que chaque région, y compris la région hispanique, ait ses propres aspects différenciateurs.

## Phénomènes schématiques dans la péninsule ibérique
Le schématisme dans l'art est un concept voisin d'autres concepts tels que le réalisme (une représentation figurative plus ou moins fidèle à la nature, avec des détails concrets qui permettent d'identifier facilement ce qui est figuré), la stylisation (es) (également figurative, mais en accentuant certains détails jugés arbitrairement importants, en les répétant et en les déformant jusqu'à ce qu'ils perdent leurs caractéristiques réalistes), et l'abstraction (représentations totalement étrangères à la réalité, donc non figuratives, associées à une symbologie philosophique et qui, bien qu'elles puissent rappeler inconsciemment certains éléments réels, ne permettent pas de vérifier une telle relation).

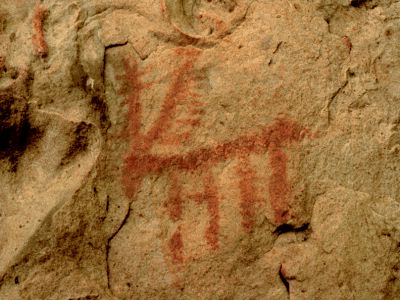
Cerf schématique de la à Cadix. La représentation de l'animal se caractérise par l'utilisation de traits simplifiés et conventionnels qui ne prétendent pas être réalistes, en omettant tous les détails non pertinents pour l'information à mettre en évidence, à la limite de l'abstraction. Malgré cela, la figure est facilement compréhensible et toute personne familière avec cette espèce animale la reconnaîtra immédiatement.

Même si l'on ne tient compte que de la zone péninsulaire, l'« art schématique » manque d'uniformité : il couvre une chronologie considérablement large et sa géographie est trop étendue, ce qui rend son étude extrêmement difficile et rend presque impossible l'établissement de phases ou de régions culturelles. En tout état de cause, et d'une manière générale, on peut distinguer « une tendance plus géométrique » aux sujets restreints d'une « tendance plus naturaliste et variée » dans laquelle on peut même apprécier une certaine intention narrative. Malgré les tentatives et les débats, il n'a pas été possible d'attribuer un contenu chronologique à cette séparation en deux tendances qui, par ailleurs, est considérée par presque tout le monde comme très subjective et donc peu fiable. En tout état de cause, les figures manquent d'ordre dans la composition, elles semblent distribuées au hasard, simplement juxtaposées. Il n'y a pas non plus de mouvement ou, en tout cas, il est remplacé par convention.
Toute la péninsule ibérique possède des sites d'art rupestre schématique. Si, plus précisément, celui-ci prédomine dans les zones montagneuses où l'on trouve des abris sous roche, les lacunes peuvent être comblées par l'« art mobilier schématique » (puisqu'il apparaît aussi dans des sites situés dans les vallées, les campagnes et les plaines), auquel il faut ajouter la décoration de nombreux mégalithes. Par ailleurs, les plus grandes concentrations de stations schématiques se trouvent dans les montagnes de la côte levantine, dans la Sierra Morena et les hauts plateaux environnants, dans les bassins inférieurs du Guadiana et du Guadalquivir (jusqu'à la province de Cadix), dans l'estuaire du Tage, dans les sierras de la Meseta centrale, où se distingue la région de Las Batuecas (dans la Sierra de Gata (es), entre Salamanque et Cáceres), avec des ramifications à Ávila, sur la côte cantabrique, avec des extensions vers les peintures des provinces de Soria (es), León et un noyau particulier en Galice, qui, en raison de sa forte personnalité atlantique, est généralement étudiée séparément.

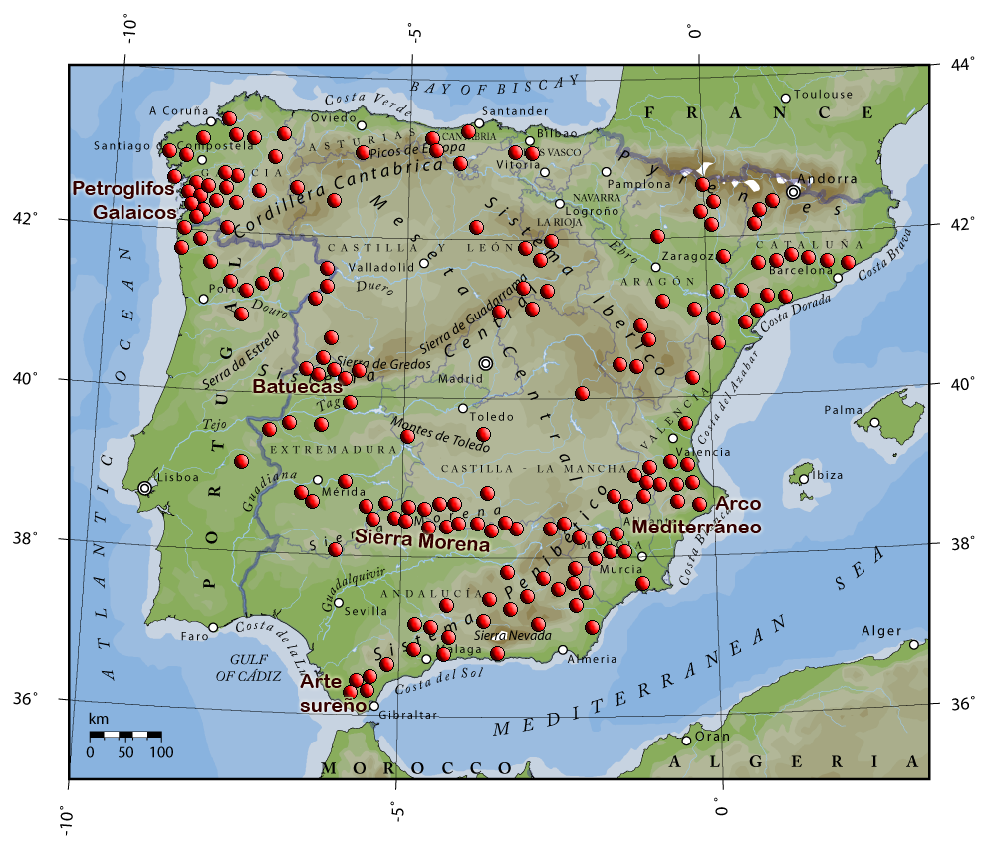
Distribution de l'art schématique dans la péninsule ibérique.

La réalité que révèle la recherche est que ce style artistique a certes une base commune, fondée sur le schématisme, mais qu'il serait erroné de le considérer comme un phénomène unique, ou même comme un horizon couvrant plusieurs cultures. Il faudrait plutôt parler de plusieurs horizons et de plusieurs cultures, faciès et phases de chacune d'entre elles. Même dans une même zone géographique et à une même époque, plusieurs traditions ayant un arrière-plan schématique peuvent coexister, bien qu'indépendamment les unes des autres.
Par exemple, dans le Levant hispanique, nous trouvons des décorations schématiques linéaires (considérées, au moins, comme des précédents épipaléolithiques de l'art schématique) déjà dans l'horizon cardial de la Cueva de la Cocina (Valence), mais aussi dans des strates non cardiales de la grotte de Nerja (Malaga), toutes deux datant de la fin du Ve millénaire. Un autre exemple se trouve en Galice, où la décoration des sépultures à ciste présente des motifs géométriques anguleux dans la tradition mégalithique, tandis que les pétroglyphes extérieurs ont des motifs radicalement différents (spirales, cercles, cerfs). Les deux sites sont coevalents, vers 3000 av. J.-C., mais expriment des traditions similaires basées sur des schémas qui ont divergé au cours du temps.
De ce fait, la plupart des chercheurs s'accordent à reconnaître l'existence de régions stylistiques qui coïncideraient avec des traditions culturelles différentes. Toutefois, dans l'état actuel de la recherche, il n'est pas possible de les différencier avec précision. Il y a tout au plus trois foyers (le Galicien-Portugais, le Méridional (es) et l'Arc Levantin), mais il doit y en avoir plus et il y a de grandes lacunes à combler. En effet, on constate qu'il existe une certaine perméabilité stylistique entre les différentes régions, ce qui, tout en encourageant la recherche, rend les choses plus difficiles.
Nonobstant ce qui précède, il est possible d'indiquer un certain nombre de modèles qui tendent à se répéter dans tout l'art schématique, y compris le rôle joué par le choix des emplacements stratégiques par rapport au paysage environnant, qui peut révéler comment chaque groupe culturel a organisé son environnement (bien que cet aspect soit encore très embryonnaire, il convient de noter certains travaux qui ont été réalisés dans le domaine de l'art schématique). Parmi celles-ci, les théories de Ramón Grande del Brío, pour qui les stations rupestres schématiques sont des centres cultuels dont la structure se répète généralement : il y a un noyau principal et une série de sanctuaires secondaires. Le site principal est généralement une ou plusieurs grottes qui marquent le « domaine vital », et les centres secondaires l'entourent, formant le territoire sacralisé. Pour être plus précis, les stations schématiques n'étaient pas seulement un signe de sacralisation, mais aussi de domination d'un territoire et du paysage qui en est dominé.

## Description
L'art schématique n'a pas la capacité narrative ou temporelle applicable à l'art levantin espagnol et à d'autres types d'art schématique européen, bien qu'il contienne de nombreuses scènes descriptives et qu'il ait été défini comme un art essentiellement conceptuel. D'autre part, les représentations « reflètent une société parfaitement urbanisée et hiérarchisée, typique des peuples ayant connu un développement culturel et technologique important. » Les tentatives de systématisation de la thématique de l'art levantin ont été nombreuses, mais elles ont toutes rencontré de grandes difficultés, en particulier les travaux de Pilar Acosta, Gómez Barrera, Eduardo Ripoll et Julian Bécares, entre autres.
D'autre part, il a été déterminé qu'au sein de l'art schématique, il existe plusieurs tendances. L'une d'entre elles a un schématisme plus exacerbé, une autre est un peu plus naturaliste et la troisième est appelée macro-schématique (qui pourrait être la plus ancienne et mériterait d'être séparée, car elle serait liée aux dernières étapes du Néolithique). Leurs sujets peuvent être classés en anthropomorphes, zoomorphes et ceux relatifs aux symboles et aux objets.

### Anthropomorphes
La figure humaine est l'un des motifs les plus abondants, même s'ils restent très simples, fondamentalement basés sur une ligne verticale (le tronc) avec des bras de différents types, soit en forme de croix (†) ; de double croix (soit †††, soit la lettre grecque ∏) ; en forme de T, soit avec des bras droits, soit avec des bras recourbés vers le bas (hirondelles et ankoriformes), soit vers le haut (avec une forme en Y), et même avec des bras en cruche (comme la lettre grecque Φ) ; il existe aussi des figures schématiques en X. Un cas particulier, en raison de son rôle symbolique important, est l'Indalo de l'abri Maimón Chico, à Los Vélez (Almería) ; il représente une figure humaine schématique avec les bras tendus et un arc sur les mains. Enfin, il convient de noter que de nombreux cas de figures masculines ont leur sexe explicitement indiqué (normalement, la ligne représentant le tronc est prolongée vers le bas).

| Figures masculines        |                                      |                           |                            |
|                           |                                      |                           |                            |
| Anthropomorphe cruciforme | Anthropomorphe avec des bras courbés | Anthropomorphe hirondelle | Anthropomorphe ankoriforme |
|                           |                                      |                           |                            |
| Anthropomorphe en Y       | Anthropomorphe en Phi (Φ)            | Anthropomorphe en X       | Anthropomorphe sexué       |

#### Possibles idoles
Il s'agit notamment de figures anthropomorphes ambiguës, dont il est difficile de savoir s'il s'agit d'êtres humains ou de divinités. Parfois, il s'agit simplement de figures humaines auxquelles le vêtement est incorporé, masquant ainsi leur véritable apparence. Par exemple, dans l'Abrigo de Los Órganos, à Despeñaperros, se trouvent des représentations possibles d'une danse de figures féminines dont les corps sont deux triangles opposés, inversés, dont les sommets se touchent (il s'agirait du thorax et d'une jupe évasée), ainsi qu'une grande tête qui semble porter une coiffe compliquée avec des boucles, des plumes et des cornes.

| Figures féminines (idoles ?)     |                          |                                        |                               |
|                                  |                          |                                        |                               |
| Bitriangulaire, idole féminine ? | Bitriangulaire avec bras | Bitriangulaire occulté ou avec boucles | Figure décorée, Despeñaperros |

Des représentations bitriangulaires apparaissent dans un plus grand nombre de grottes et, non sans controverse, sont interprétées comme étant féminines (par comparaison avec l'art mobilier retrouvé dans certains mégalithes, gravures et vestiges d'établissements de l'âge du bronze ancien). Les halteriformes, c'est-à-dire les figures formées d'une ligne verticale et de deux ovales aux extrémités, sont également interprétés comme féminins (des éléments ressemblant à des membres sont parfois ajoutés à cette figure, ce qui fait ressembler les halteriformes à des fourmis). Parfois, ces femmes possibles sont même peintes à côté de figures clairement masculines, ce qui pourrait symboliser une relation familiale dont on peut déduire des cérémonies ou des rituels hiérogamiques (par exemple, la Peñaescrita de Fuencaliente, Ciudad Real).

| Idoles et hiérogamies        |                                      |                                      |                                 |
|                              |                                      |                                      |                                 |
| Idoles haltériformes simples | Idoles haltériformes avec extrémités | Paire de Peñaescrita de Fuencaliente | Paire de la Virgen del Castillo |

Il existe cependant des représentations clairement liées à des idoles, car elles présentent de fortes similitudes avec des thèmes identiques trouvés sur des poteries ou sur des plaques d'idoles exhumées lors de fouilles dans des villages, des nécropoles et des dolmens. Leur ancienneté remonte donc au Néolithique. Citons tout d'abord les oculados, appelés ainsi parce que les yeux sont très grands et entourés de lignes qui les rehaussent ou les enferment. On trouve également des plaques d'idoles, de forme plus ou moins rectangulaire ou bitriangulaire, avec des bras schématiques, presque identiques à ceux que l'on trouve dans les dolmens de la zone atlantique de la péninsule ibérique.

| Idoles et stèles |                |           |            |
|                  |                |           |            |
| Idole oculaire   | Idole oculaire | Soliforme | Stéliforme |

Les soliformes ou stéliformes semblent constituer un segment à part, ils n'ont pas de forme humaine (bien qu'étant considérés comme des idoles, ils sont inclus ici) et ils sont si variés qu'il est difficile de les systématiser.

#### Scènes

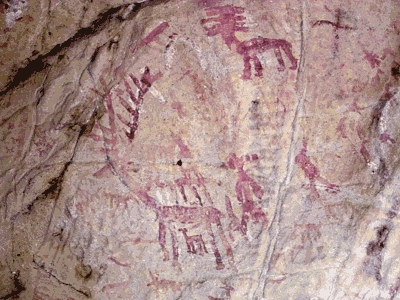
Zoomorphes et anthropomorphes dans le Tajo de las Figuras.

Elles ne sont pas très abondantes. En effet, certaines d'entre elles, semblent représenter des hiérogamies ; d'autres sont des danses rituelles (Valonsadero, Soria) ou des scènes funéraires. Il y a aussi des activités agricoles (comme le cheval tenu par les rênes à Peñapascuala, Cuenca) et de chasse (Grotte du Tajo de las Figuras, Cadix ; Canchal (es) de las Cabras Pintadas, Cáceres), voire des combats.

| Scènes narratives                |                          |                        |
|                                  |                          |                        |
| Danse rituelle (ithyphallique ?) | Possible scène funéraire | Scène de domestication |

### Zoomorphes
Les représentations animales sont beaucoup plus rares et, au sein de cette rareté, ce sont les quadrupèdes et les oiseaux qui prédominent, rarement naturalistes, seulement identifiables par des détails spécifiques. Les plus abondants sont les quadrupèdes ou « pectiniformes » (c'est-à-dire dont la silhouette est si simple qu'elle ressemble à un peigne), qui consistent en « une simple ligne horizontale avec des traits verticaux vers le bas représentant les pattes, et des contours grossiers de la tête ». Sur cette base sont ajoutés. Comme nous l'avons dit, les caractéristiques qui permettraient de discriminer les différentes espèces : les cornes en forme de « C » pour les bovidés, ou en forme de deux arcs parallèles pour les capridés, ou en forme de candélabre pour les cervidés. Les équidés et les canidés sont plus difficiles à identifier ; en effet, les animaux de trait ne sont pas identifiés (à l'exception des bovidés), même si, comme nous le verrons plus loin, certaines représentations abstraites peuvent en fait être des chars.

| Zoomorphes   |        |         |         |         |           |
|              |        |         |         |         |           |
| Pectiniforme | Bovidé | Capridé | Cervidé | Cigogne | Ramiforme |

Les oiseaux sont rares, mais très frappants, particulièrement abondants dans le Tajo de las Figuras (Cadix). Ils sont reconnaissables à leurs ailes, au fait qu'ils n'ont que deux pattes et une tête très caractéristique avec un bec distinctif, mais il est difficile de déterminer l'espèce spécifique, les canards, les ciconiiformes et les vautours étant abondants. Un cas à part est celui des ramiformes ou « abet-men », dont il n'a pas été possible de déduire s'il s'agit de zoomorphes, d'anthropomorphes ou d'idoles (peut-être ont-ils un peu de tout).

### Symboles et objets
En dehors des êtres animés, l'art schématique regorge de signes difficiles à interpréter. Il existe une série de signes géométriques appelés pétroglyphes en raison de leur ressemblance avec les pétroglyphes galiciens (cercles peints ou pierres à cupules, fers à cheval, méandres, formes sinueuses ou en « zigzag », séries de points ou de lignes formant des contours différents...). Ceux-ci côtoient presque toujours des représentations anthropomorphiques.

| Pétroglyphes |          |          |         |
|              |          |          |         |
| Cercles      | Méandres | Spirales | Zig-zag |

Il existe également des structures rectangulaires, que certains chercheurs considèrent comme des symboles abstraits et d'autres comme représentant des objets concrets (es), peut-être des maisons ou des champs.

| Structures |          |         |        |
|            |          |         |        |
| Tectiforme | Traîneau | Chariot | Barque |

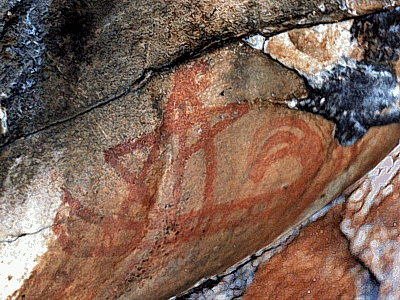
Bateau peint dans la grotte de Laja Alta.

Dans d'autres cas, des cercles latéraux (roues) sont ajoutés à ces structures, ce qui leur donne l'aspect indéniable de charrettes. Cela indique que, pour le moins, ces représentations datent d'après leur vérification archéologique, c'est-à-dire 800 av. J.-C. Pour l'instant, elles n'ont été trouvées que dans la province de Badajoz. Les traîneaux sont un peu plus fréquents, mais probablement chronologiquement plus anciens. Dans aucun cas, on ne trouve d'animaux de traction.
D'autres signes déroutants et contradictoires sont de possibles embarcations, qui n'ont été observées sans l'ombre d'un doute que dans l'art rupestre de l'extrême sud de la péninsule ibérique (es), plus précisément dans la grotte de la Laja Alta (es) (Cadix). Il existe un autre cas possible dans le Risco de la Mantequera sur les rives du Tage (Estrémadure), mais il pourrait s'agir d'un traîneau.
Les armes sont relativement fréquentes, mais si schématiques qu'il est très difficile de les identifier. En tout cas, il y a des arcs et des flèches, des haches ou des hallebardes, des boomerangs et des épées (ces dernières n'apparaissent que dans les sculptures de l'âge du bronze ou plus tard, par exemple l'Idole de Peña Tú à Vidiago (es), dans les Asturies).

| Armes et outils |       |                |     |
|                 |       |                |     |
| Houe            | Hache | Bâton ou lance | Arc |

## Technique

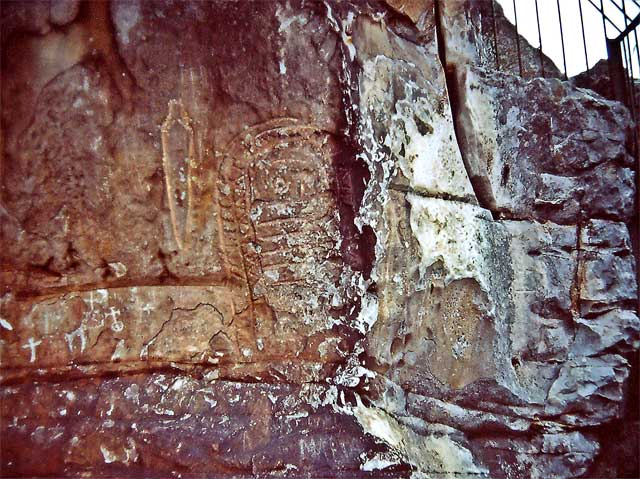
Idole de Pena Tú de Vidiago, Asturies.

Bien que la majeure partie de l'art schématique espagnol soit constituée de peintures rupestres, certains cas sont des gravures ou des inscriptions.
Dans le cas des peintures, il s'agit d'encres plates ou de simples traits épais mais irréguliers. Plus rarement, apparaissent des pointillés ou tampons qui servent à délimiter les contours internes ou externes, ainsi qu'à remplir certaines figures. La couleur prédominante est l'ocre rouge, le noir ou même le blanc étant plus rares. Toutes les figures sont monochromes (lorsque des figures bichromes ont été détectées, les recherches ont montré qu'elles étaient repeintes).

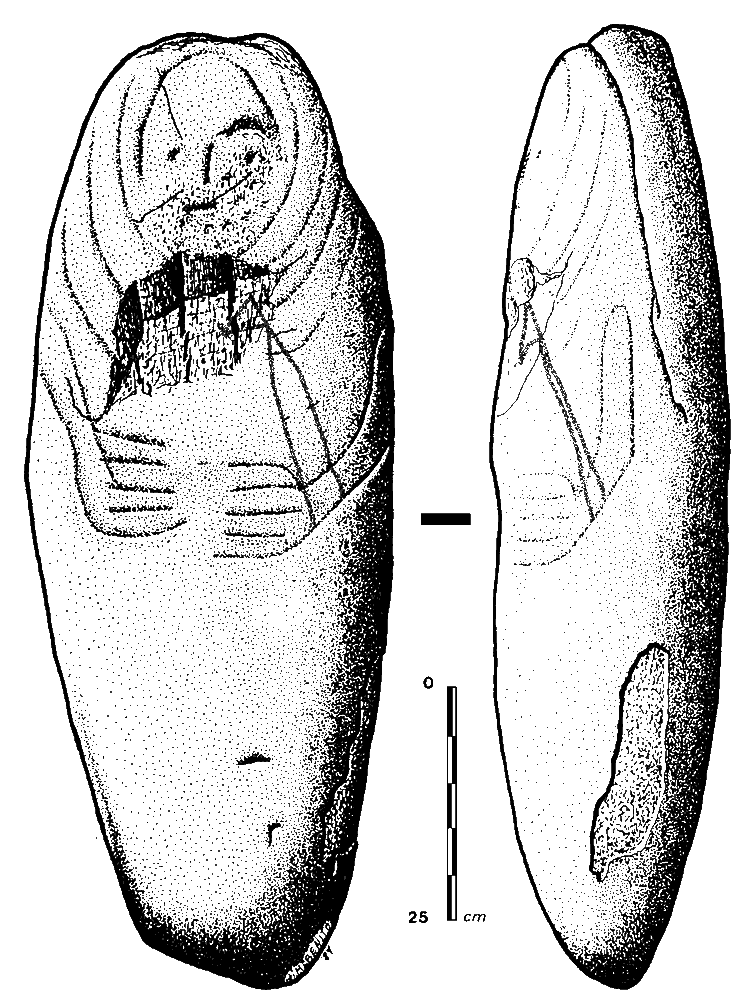
Stèle-idole de l'âge du bronze de Salamanque.

Dans le cas des gravures ou des inscriptions, il est fréquent qu'elles soient également associées à des peintures. Dans tous les cas, la technique la plus utilisée est la pioche large. L'exemple le plus connu est l'idole de Peña Tú de Vidiago (es) (Asturies), dans laquelle, malheureusement, la détérioration de la roche a effacé une grande partie des pigments et ébréché la gravure.
Bien que l'art schématique soit essentiellement de l'art rupestre, les horizons cacolithiques associés à Los Millares et à d'autres similaires dans le reste de la péninsule fournissent une série d'objets dont la décoration présente des motifs similaires (occultes, zoomorphes, soliformes, géométriques, etc.), de sorte que nous pourrions également parler d'art mobilier schématique ; ce qui, d'autre part, aiderait à dater l'art rupestre. Plus précisément, dans presque toute la péninsule, y compris dans l'arrière-pays de Los Millares (en Espagne) et de Vila Nova de São Pedro (es) (au Portugal). À cela s'ajoute la décoration des orthostates des mégalithes péninsulaires, rarement conservée, mais réalisée avec des thèmes et des techniques pratiquement identiques à ceux de l'art rupestre (peinture et sculpture).
Pendant l'Âge du bronze, le panorama change, l'art mobilier est différent de l'art schématique, car ce dernier est en régression, mais il y a des expressions qui peuvent être associées aux pétroglyphes galiciens-portugais, surtout dans la bande atlantique de la péninsule (Galice, Portugal et tout l'ouest de l'Espagne), où certaines sculptures grossières de taille considérable sont communes, bien que de typologies différentes, appelées stèles-idoles ou statues-menhirs dans lesquelles sont représentés des anthropomorphes schématisés, avec différents conventionnalismes et des armes en bronze (lances, boucliers, poignards, épées, etc.).

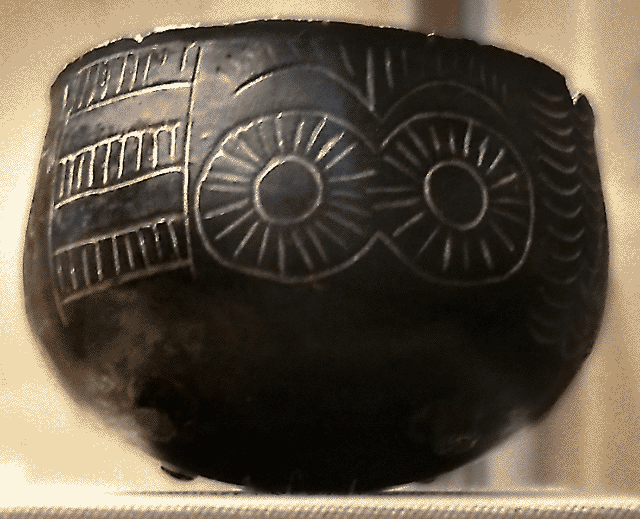
Bol oculaire du site chalcolithique de Los Millares (Almería)
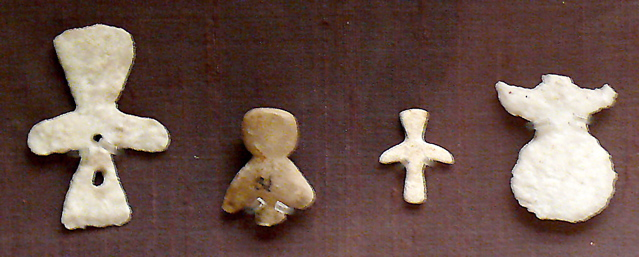
Idoles féminines de l'environnement mégalithique péninsulaire (Estrémadure)
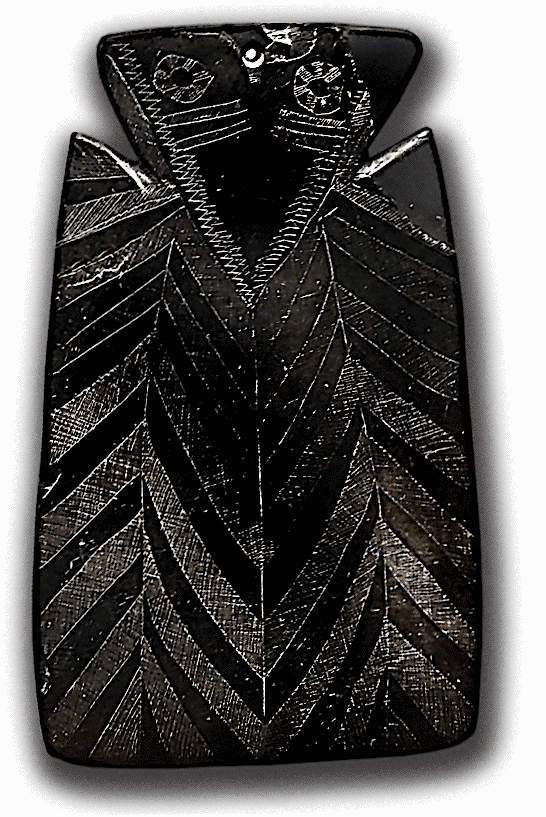
Plaque d'idole féminine présentant des similitudes avec les plaques bitriangulaires schématiques.
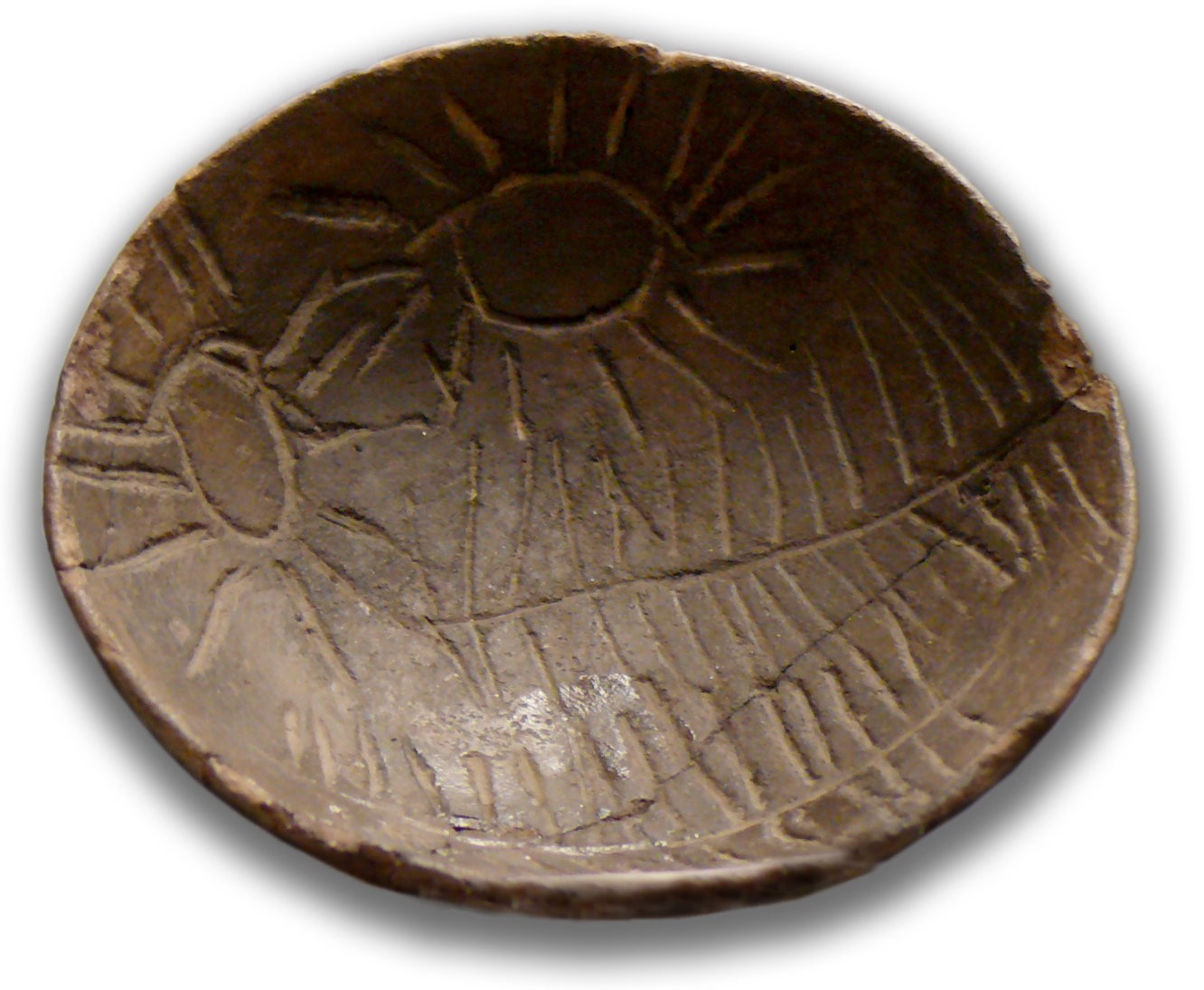
Poterie incisée (es) avec soliformes de l'établissement de Los Millares à Almería.

## Origine et chronologie
Le schématisme ne peut être considéré en soi comme un indicateur chronologique, puisqu'il apparaît déjà au Paléolithique supérieur et qu'on le retrouve dans certaines scènes de l'art levantin espagnol. Quant à sa datation, si tout semble indiquer qu'elle est typique des peuples péninsulaires entre le Néolithique et l'âge du fer, il est très difficile, voire impossible, de donner plus de détails.
Eduardo Ripoll considère qu'il existe une relation étroite entre l'art levantin et l'art schématique ; en fait, il pense que ce dernier dérive du premier (par dégénérescence évolutive), proposant une phase de transition. Ripoll indique également que l'art schématique a une extension géographique beaucoup plus importante, puisqu'il s'est progressivement étendu de la bande méditerranéenne à l'intérieur des terres, atteignant la Meseta et les côtes atlantiques. Pour étayer ces idées, il établit des comparaisons avec les découvertes de cultures telles que Los Millares (où l'on trouve des triangles pointillés, des idoles cylindriques (es), des cerfs), le site de Palmela, Las Carolinas et Vélez-Blanco : poterie décorée, art mobilier, plaquettes, idoles rectangulaires, baculiformes, demi-lunes, ancoriformes, etc. Aux objets artistiques s'ajoutent d'autres objets tels que des chars et des armes.

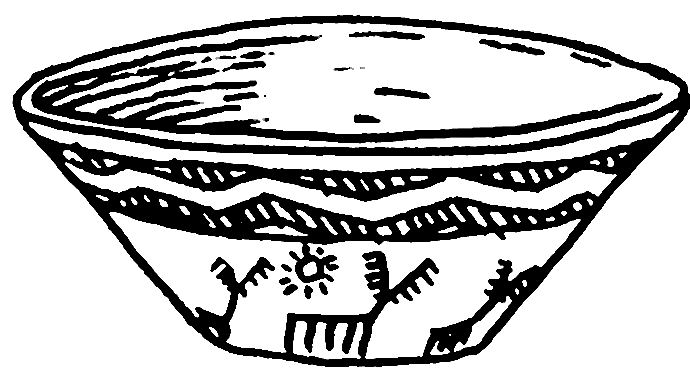
Bol chalcolithique de Madrid avec cerf schématisé et soliforme.
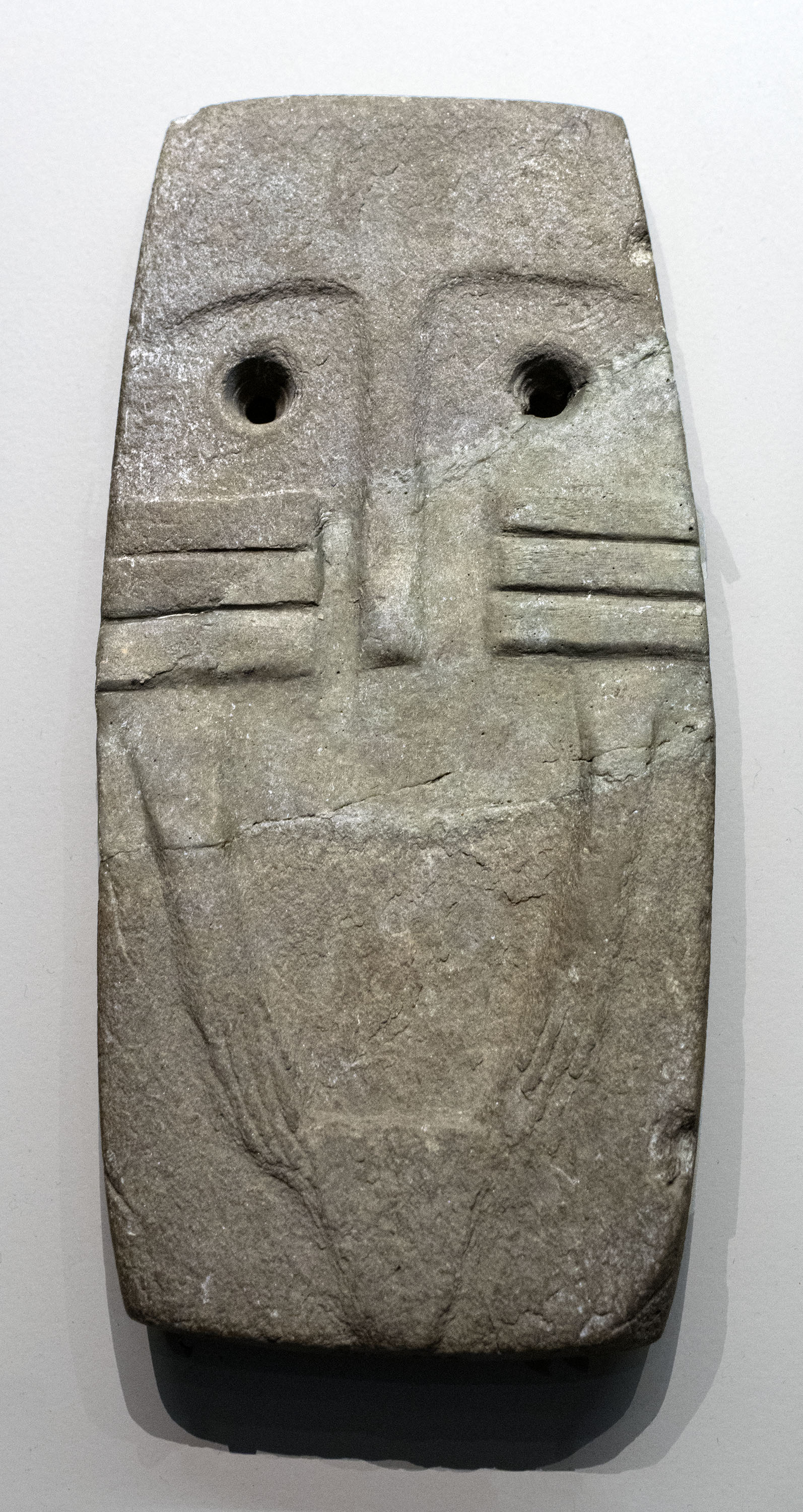
Idole aux yeux soulignés (es) par des incisions verticales. Il comporte des bras stylisés.
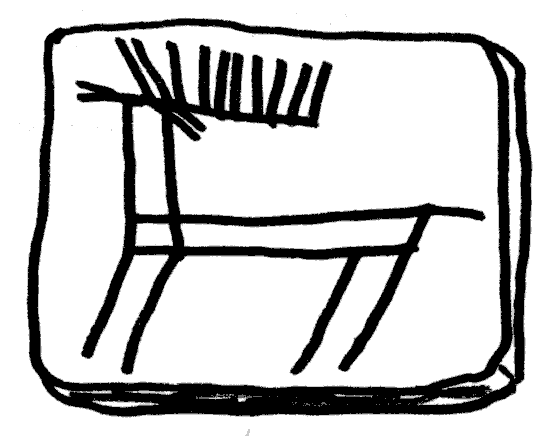
Plaque gravée avec grotte schématique de Vila Nova de São Pedro (Portugal).
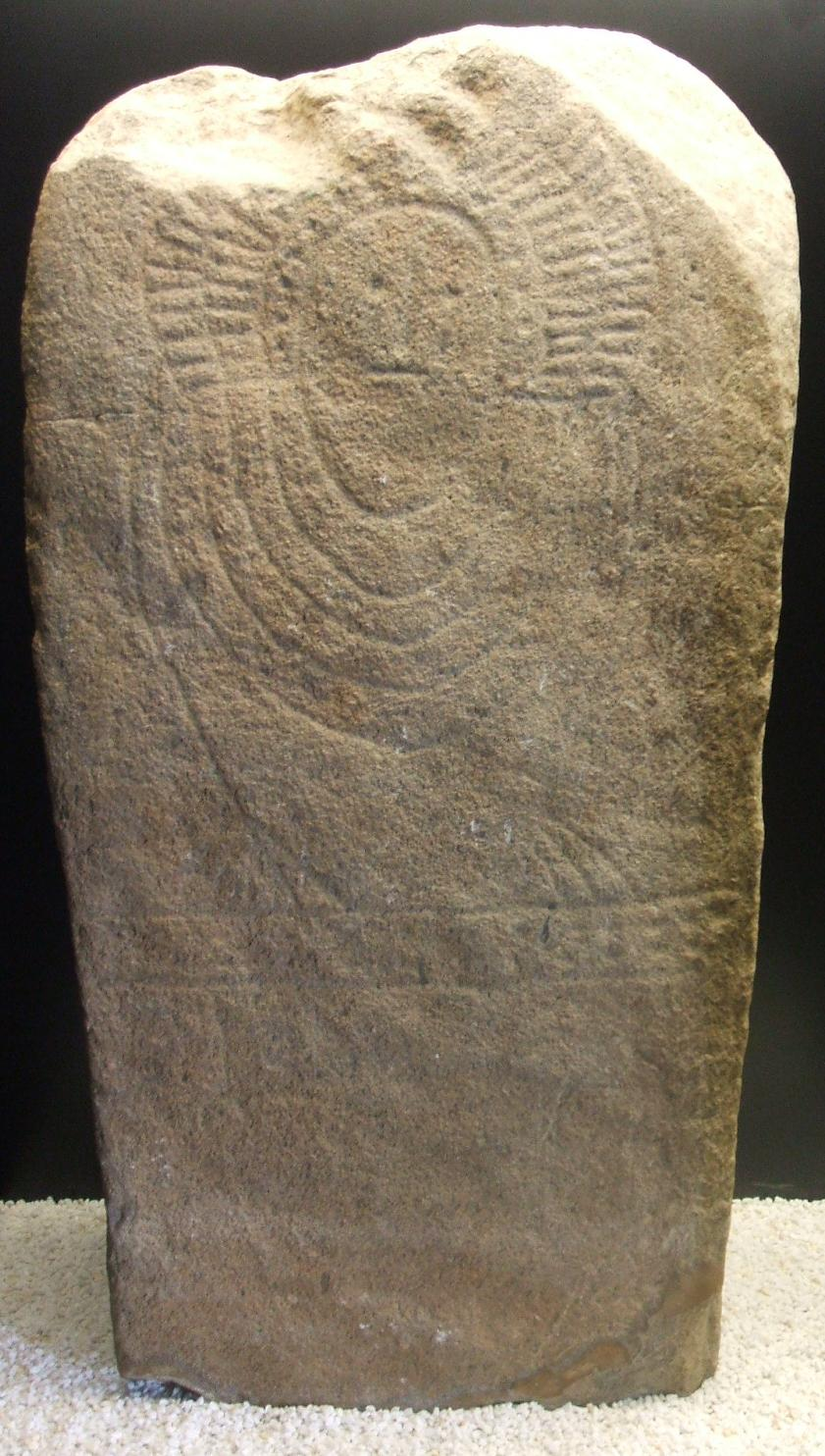
Stèle de Granja de Toniñuelo (es) (Badajoz).

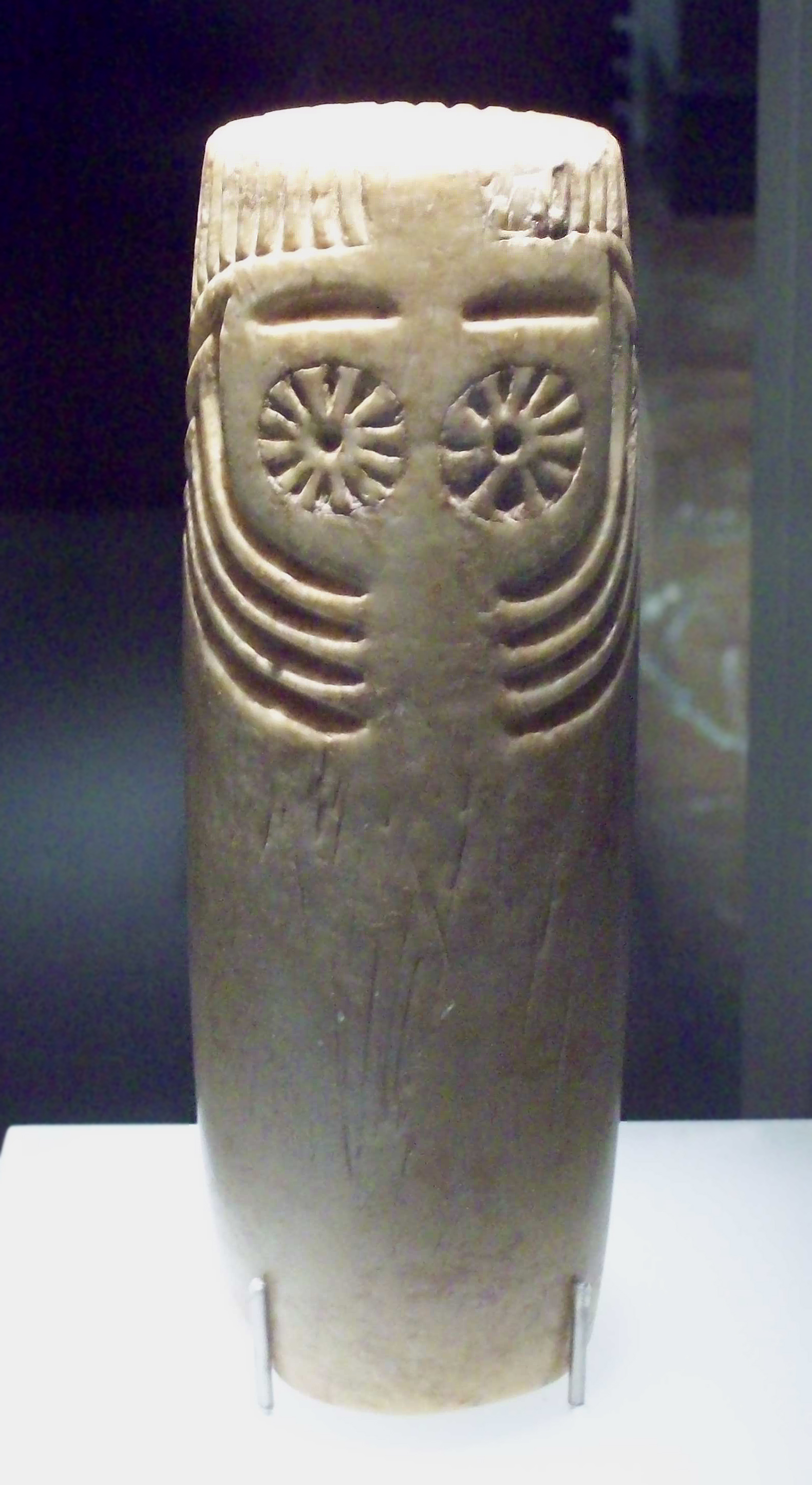
Idole oculée dite « d'Estrémadure » (Chalcolithique, M.A.N., Madrid).

Un autre chercheur, le professeur Antonio Beltrán (es), nie la relation phylétique entre l'art levantin et l'art schématique, bien qu'il admette qu'ils aient pu être contemporains pendant un certain temps : il existe des abris sous roche où l'art schématique se superpose à l'art levantin et d'autres où c'est l'inverse. Ce spécialiste pense plus à une rupture qu'à une évolution culturelle, à l'apparition de nouveaux peuples, d'explorateurs étrangers, avec de nouvelles croyances et des tendances artistiques différentes. Plus précisément, il pense que l'arrivée du métal dans la péninsule a profondément affecté les peuples indigènes (bien qu'il ne soit pas clair s'il y a eu colonisation ou seulement acculturation). Il propose comme noyaux originels ceux du sud et du sud-est, zones où sont attestés les premiers étrangers à la recherche de l'or et du cuivre hispaniques. De là, ce nouvel horizon s'étendrait partout, créant des cultures variées et indépendantes, comme celle de la Galice, avec ses pétroglyphes incomparables. Ce conglomérat d'horizons culturels, associé à l'art schématique, prédominera tout au long de l'âge du bronze, et même au début de l'âge du fer. Avec la consolidation des cultures de l'âge du fer, l'art schématique disparaît progressivement. Francisco Jordá Cerdá (es) n'est pas du tout d'accord avec Beltrán, puisqu'il rejette les influences étrangères, défendant une évolution autochtone dont le noyau se trouverait dans les cordillères Bétiques et la Sierra Morena. Mais ce qui ressort le plus de la thèse de Jordá, c'est qu'il considère que l'art schématique n'est ni postérieur ni dérivé de l'art levantin, qui en réalité pourrait être une stylisation due à l'acculturation de ce dernier. Il s'appuie sur les découvertes très anciennes (Épipaléolithique) que nous avons mentionnées, de décorations schématiques linéaires dans la Cueva de la Cocina et dans la grotte de Nerja (fin du Ve millénaire av. J.-C.).
Cependant, toutes ces explications ne considèrent pas le phénomène schématique comme une unité dans toute la péninsule. De même, « la tendance actuelle est de combiner l'influence orientalisante chalcolithique avec l'évolution néolithique locale, même en acceptant plusieurs sources originales » pour le schématisme péninsulaire. Par exemple, on semble s'accorder sur le fait que l'apparition des « idoles occultes chalcolithiques » (qui apparaissent dans l'art mobilier, la céramique, les dolmens et les peintures rupestres) révèle l'influence de peuples méditerranéens extra-péninsulaires ; mais, en même temps, leur évolution ultérieure et leur diffusion géographique s'accompagnent de transformations typiques de la dynamique évolutive régionale. Par exemple, Pilar Acosta voit dans la transformation des « yeux » en figures « soliformes » la preuve de l'apport indigène des racines néolithiques aux innovations chalcolithiques étrangères. D'autre part, les influences extérieures ne doivent pas provenir uniquement de la Méditerranée, étant donné les particularités de la région galicienne qui pourraient s'expliquer par des contacts avec d'autres cultures atlantiques. En effet, les motifs représentés montrent que l'idiosyncrasie galicienne était déjà pleinement formée au IIIe millénaire av. J.-C., ce qui indique que l'origine de ses pétroglyphes doit être bien plus ancienne, voire contemporaine de l'acculturation orientalisante de la Méditerranée.

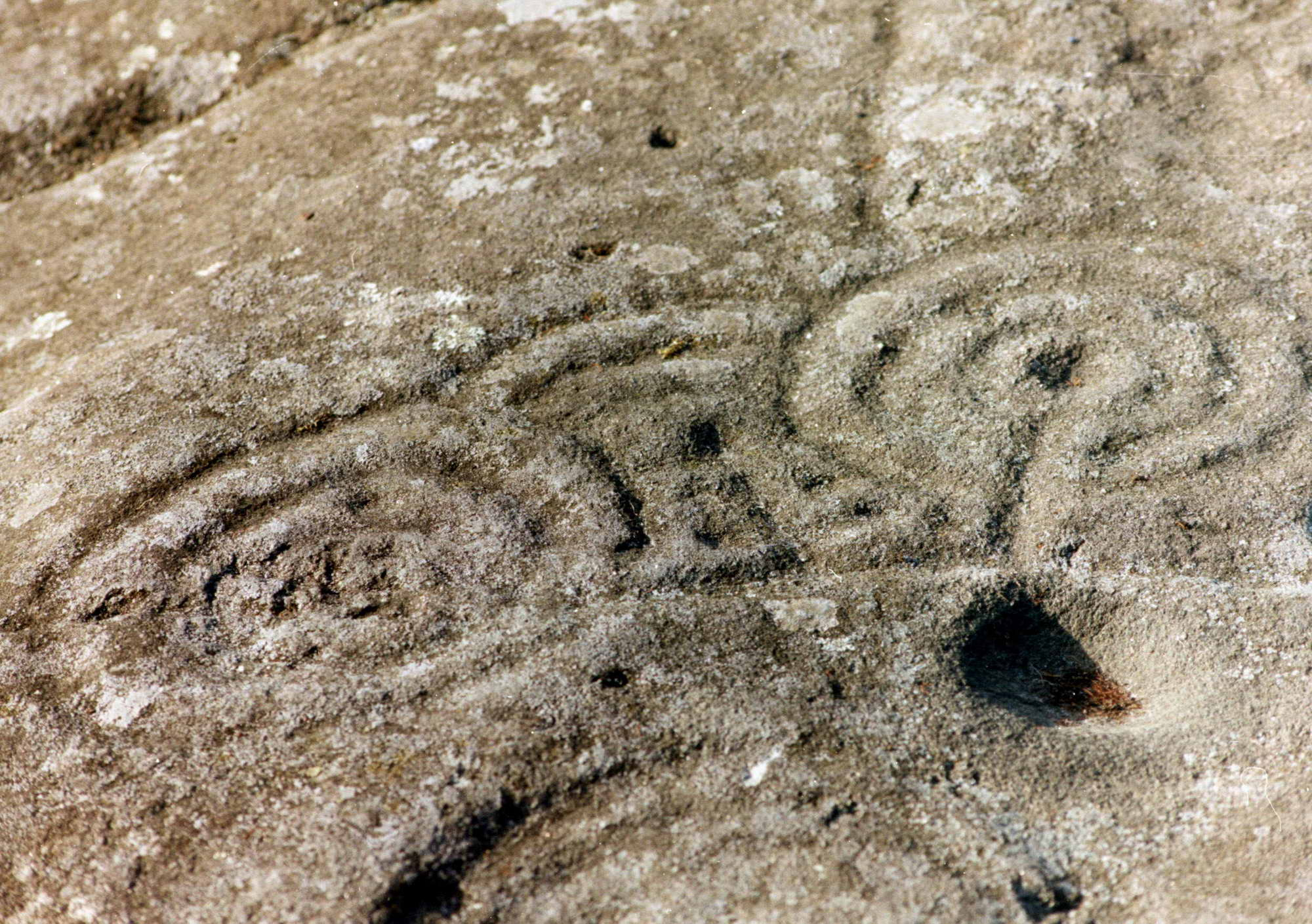
Pétroglyphes de Galice : méandres
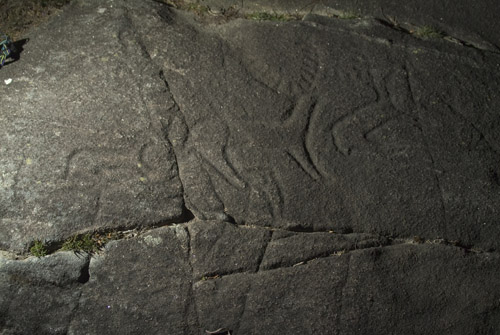
Pétroglyphes de Galice : cervidés
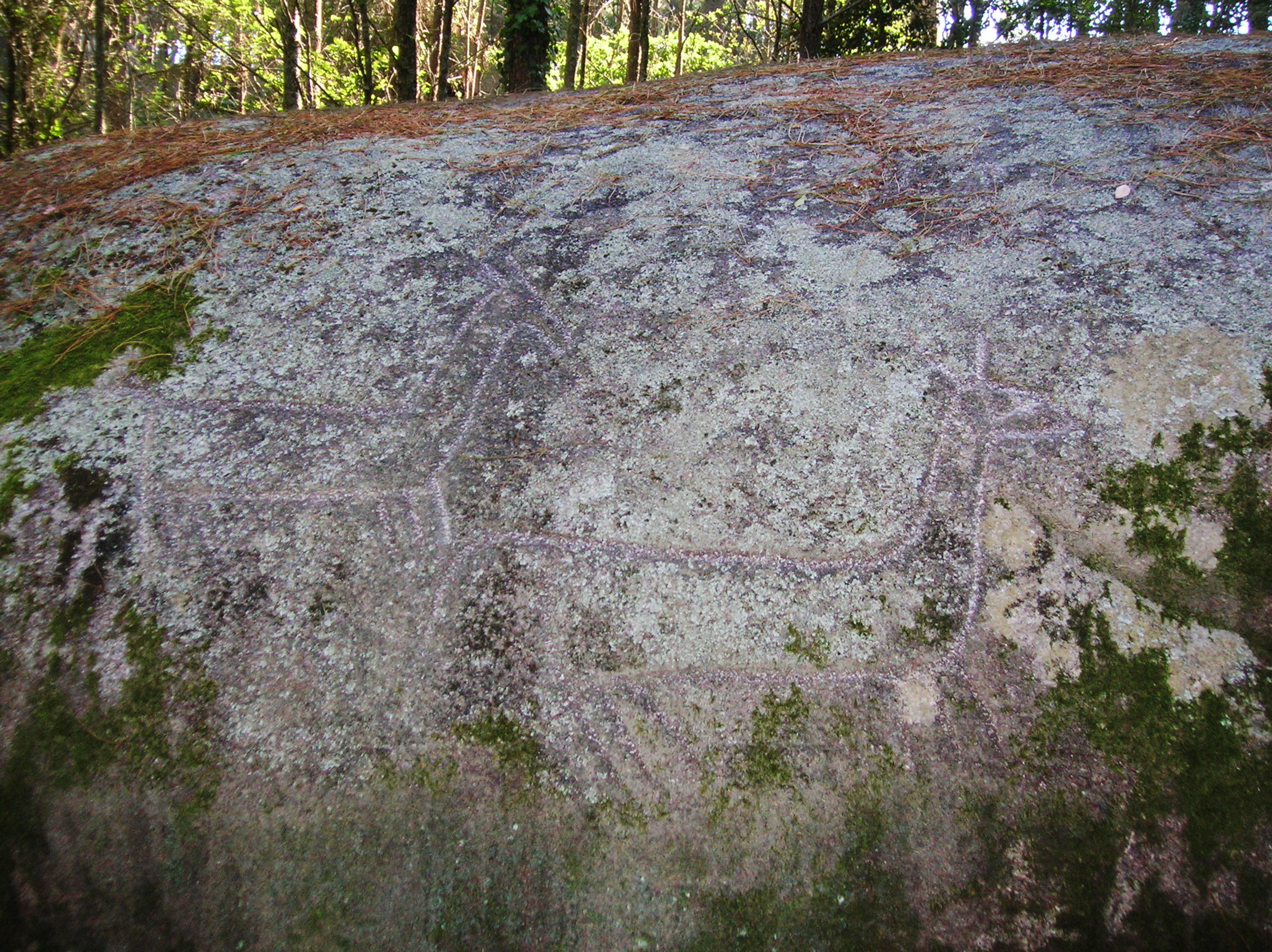
Pétroglyphes de Galice : capridés

Pendant l'âge du bronze, la fragmentation du phénomène schématique péninsulaire semble s'accentuer, sa confirmation chronologique se fait à travers les armes représentées (absentes jusqu'alors) : dans le nord-ouest, les pétroglyphes suivent leur propre chemin, étroitement liés à d'autres peuples de l'Atlantique nord, mais conservant des traditions mégalithiques. En fait, l'âge du bronze semble être l'époque du plus grand pic de pétroglyphes en plein air. À la même époque, toute la frange occidentale de la péninsule ibérique est influencée. En effet, au deuxième millénaire, l'art schématique apparaît sous la forme de gravures et de statues-menhirs, c'est-à-dire de stèles funéraires de taille considérable.
En revanche, au sud et au Levant, coïncidant avec l'émergence de la culture El Argar, l'art schématique semble avoir subi un fort déclin, étant relégué à quelques objets céramiques et éléments mobiliers. De manière résiduelle, certains sites peints à l'âge du bronze récent sont mentionnés comme ayant survécu, en raison du type de motifs représentés. C'est le cas de la grotte de Laja Alta (es), à Jimena de la Frontera (Cadix), où l'on trouve des bateaux à voile. En raison du type de navire, elle est considérée comme la manifestation la plus moderne de l'art schématique dans la région, séparée de la tradition schématique générale). Cependant, les récentes datations absolues par radiocarbone et thermoluminescence de traces noires à proximité des récipients et d'une céramique du niveau d'occupation le plus récent - obtenues par une équipe de chercheurs de l'Université de Grenade dirigée par le Dr Antonio Morgado-Rodríguez - ont permis de proposer, par extrapolation, un âge plus élevé : entre le IVe et le IIIe millénaire av. J.-C., c'est-à-dire qu'elles seraient attribuées au Néolithique récent et à l'Âge du cuivre du sud de la péninsule ibérique, et donc dans le contexte socioculturel du Style schématique. En d'autres termes, ils seraient attribués au Néolithique récent et à l'âge du cuivre du sud de la péninsule ibérique, et donc dans le contexte socioculturel du style schématique. Enfin, ces navires seraient l'une des plus anciennes représentations de bateaux à voile en Méditerranée.